# Portugalski Uniwersytet Katolicki
Portugalski Uniwersytet Katolicki (port. Universidade Católica Portuguesa, UCP) – portugalska uczelnia zlokalizowana w Lizbonie, powstała w 1967. W rankingu Times Higher Education (THE) zajmuje najwyższe miejsce spośród wszystkich uczelni w kraju (stan na 2023).

## Historia
Uczelnia powstała w 1967 jako pierwszy współczesny uniwersytet w kraju, który nie był bezpośrednio założony przez władze portugalskie. Założenie uczelni odbyło się na podstawie porozumienia pomiędzy rządem Portugalii a stolicą apostolską. Powstała na bazie Wydziału Filozofii w Bradze, który funkcjonował jako część jezuickiej uczelni od 1947. W 1970 siedziba uczelni została przeniesiona do Lizbony. Pierwszym rektorem został w 1972 roku Jezuita José do Patrocínio Bacelar e Oliveira. W latach 70. i 80. uczelnia otworzyła pierwsze swoje wydziały w Porto i Viseu. W 1982 Jan Paweł II poświęcił budowę nowej biblioteki, która została otwarta w 1987 i jest obecnie największą biblioteką uniwersytetu z ok. 300 000 dostępnymi pozycjami. Nosi ona obecnie imię Jana Pawła II. W 1996, jako stowarzyszona uczelnia, powstał Uniwersytet Świętego Józefa (Universidade de São José) w Makau. W roku 2016 rektorem UCP została profesor kulturoznawstwa Isabel Capeloa Gil.